# مونته‌لوپونه
مونته‌لوپونه (به ایتالیایی: Montelupone) یک کومونه در ایتالیا است که در استان ماچه‌راتا واقع شده‌است. مونته‌لوپونه ۳۲٫۷ کیلومترمربع مساحت و ۳٬۶۸۶ نفر جمعیت دارد و ۲۷۲ متر بالاتر از سطح دریا واقع شده.

## خواهرخوانده
شهر اویی (بلژیک) خواهرخواندهٔ مونته‌لوپونه هست.